# Metaemene karenkonis
Metaemene karenkonis är en fjärilsart som beskrevs av Matsumura 1930. Metaemene karenkonis ingår i släktet Metaemene och familjen nattflyn. Inga underarter finns listade i Catalogue of Life.